# Círculo Linguístico de Copenhague
Círculo Linguístico de Copenhague (em francês: Cercle Linguistique de Copenhague; em dinamarquês: Lingvistkredsen i København) foi um grupo de estudos destinados à linguística estabelecido na cidade de Copenhague, capital da Dinamarca. Um dos centros mais relevantes do estruturalismo linguístico, ao lado do Círculo Linguístico de Praga e da Escola de Genebra, foi fundada por Louis Hjelmslev e Viggo Brøndal, os quais expandiram a teoria glossemática e teorias sígnicas relevantes ao funcionalismo.